# Krucifix (Staroměstské náměstí, Litovel)
Krucifix v Litovli je barokní kamenný kříž nacházející se na Staroměstském náměstí vpravo od vstupu do kostela sv. Jakuba a Filipa.
Jeho autor je neznámý. Kříž je chráněn jako kulturní památka.

## Popis
Pískovcový kříž s ukřižováním Krista pochází asi z roku 1780. Tvoří ho čtvercový podstavec, na kterém je položený hranol s reliéfem Piety. Samotný kříž je ve spodní části doplněn volutami a na dříku reliéfy s rostlinnými motivy.

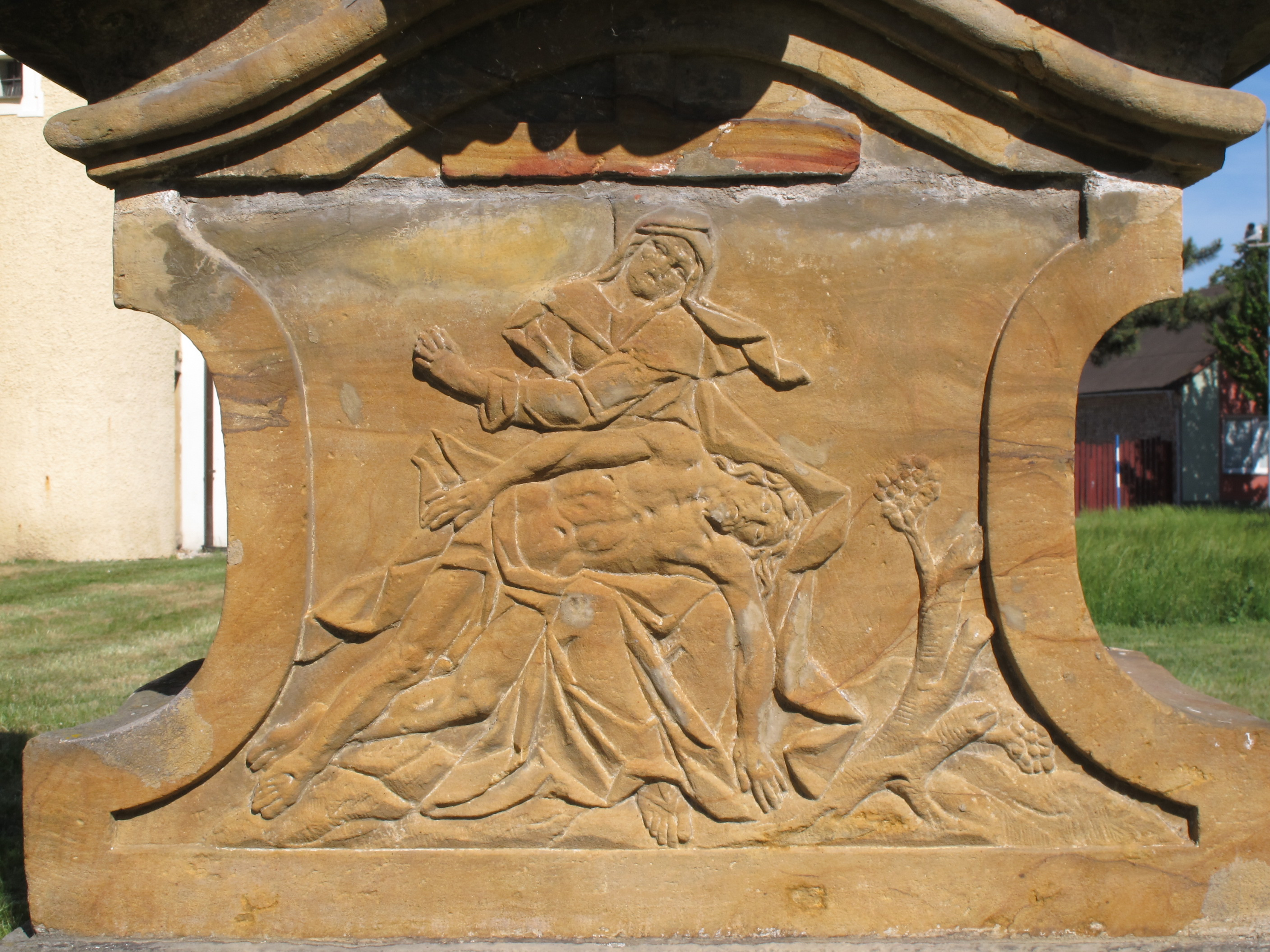
Reliéf Piety
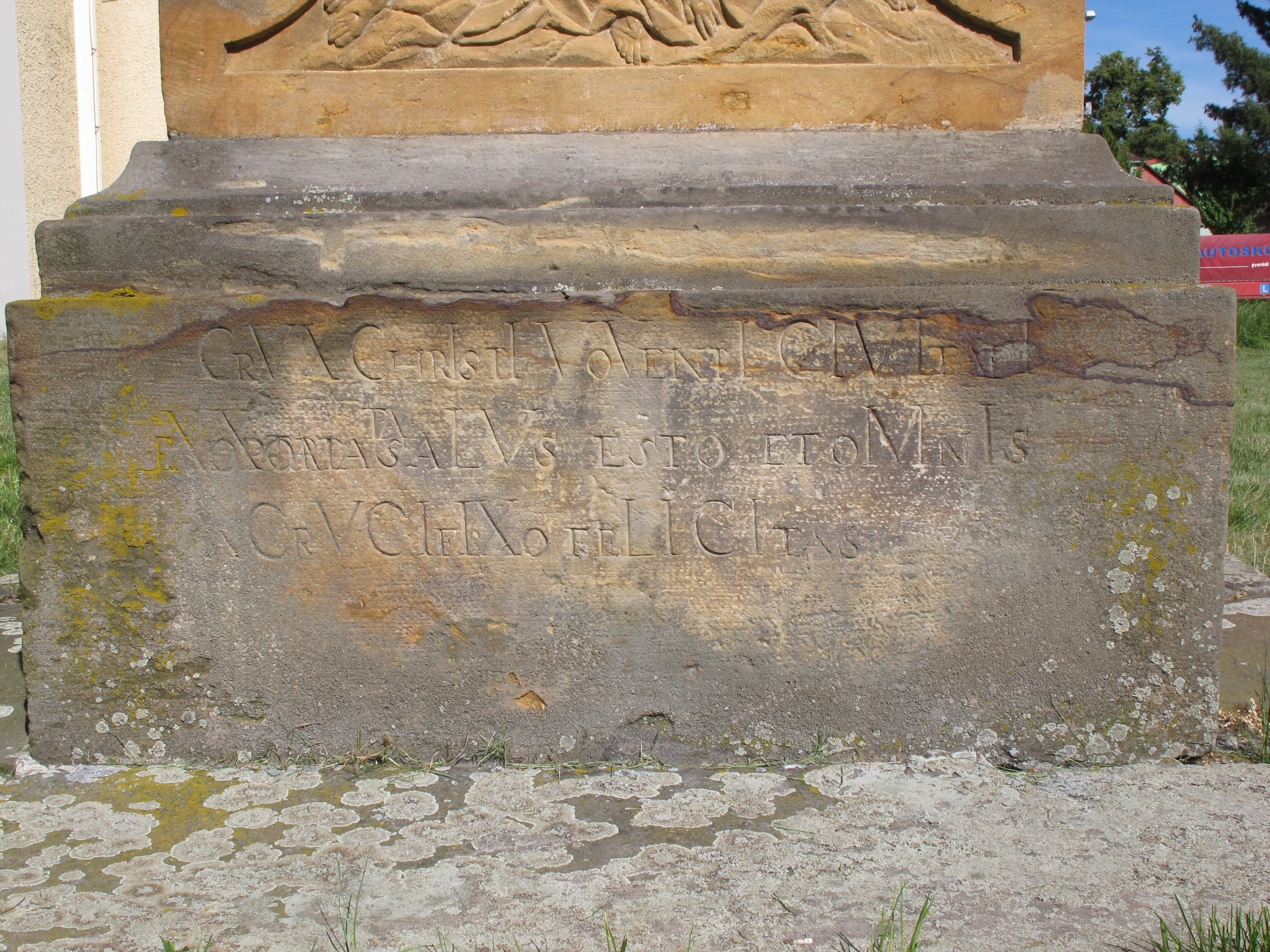
Latinský nápis na soklu